# 久世星佳
久世 星佳（くぜ せいか、1965年7月8日－）は、日本の俳優。元宝塚歌劇団月組トップスター。愛称は「ノンちゃん」。
1981年宝塚音楽学校入学、卒業と同時に宝塚歌劇団に1983年入団、初舞台を踏んだ月組にそのまま配属となり在団14年。
芸名の由来は、久世光彦と、名前は自分の誕生日が暦で盛夏にあたることによる。
東京都大田区出身。血液型B型。株式会社Ｅアーツカンパニー所属。

## 略歴
1981年、69期生として宝塚音楽学校入学。
1983年、宝塚歌劇団入団。月組公演「春の踊り－南蛮花更紗－／ムーンライト・ロマンス」で初舞台を踏み、後に麻路、若央と一緒に月組に配属される。年度賞の努力賞を1989年から四年連続で受賞。
1989年「天使の微笑・悪魔の涙」にて、最初で最後の新人公演主演。1990年宝塚バウホール初主演作「BLUFF－復讐のシナリオ－」で、天海祐希に次ぐポジションとなる。
涼風真世のトップ時代は主に敵役・ライバルとして芝居部分の役割を担う。1992年の大劇場公演「PUCK」の狡猾な令息ダニー、1993年にはブロードウェイミュージカル「グランドホテル」主演級の男爵を演じた。
天海のトップ就任後は二番手で活動。1994年に「風と共に去りぬ」ではアシュレ（月組）、バトラー（雪組特出）の2役を経験。1995年の天海のサヨナラ公演となった「ME AND MY GIRL」では1987年再演時の新人公演で演じたジョン卿を演じた。
同年、天海の退団を受け月組トップスターに就任。相手役は風花舞。
宝塚大劇場でのトップ披露公演に先立ち、中日劇場の「ME AND MY GIRL」が実質トップ初仕事となった。なお、久世はビル（主役・この中日公演）・ジョン卿（1987年再演の新人公演・1995年3度目の本公演）・ジェラルド（1987年初演の新人公演）と「ME AND MY GIRL」で在団中主要な男役を三つ演じたことになる。
1996年の宝塚大劇場公演、「CAN-CAN」（トップお披露目）、「チェーザレ・ボルジア」に出演。同年のバウホール公演「銀ちゃんの恋」の倉岡銀四郎（銀ちゃん）を演じた。翌1997年、「バロンの末裔／グランド・ベル・フォリー」を最後に退団。
退団後は、主に舞台で活動。テレビドラマ・ラジオ出演も多数。

## 宝塚歌劇団時代の主な舞台

### 月組時代
- 1983年
  - 「春の踊り－南蛮花更紗－」/「ムーンライト・ロマンス」（69期初舞台）
  - 「翔んでアラビアン・ナイト」/「ハート・ジャック」
- 1984年
  - 「沈丁花の細道」/「ザ・レヴューII」
  - 「ガイズ&ドールズ」
- 1985年
  - 「愛…ただ愛」
  - 「二都物語」/「ヒート・ウェーブ」
  - 「南太平洋」
  - 「ときめきの花の伝説」－新人公演：ジェロッティ侯爵（本役：桐さと実）/「ザ・スイング」
- 1986年
  - 「夢の彼方に」－ペーター
  - 「百花扇－夏の叙情詩－」/「哀愁」
  - 「ロータスの伝説」－シング少佐（バウホール公演）
  - 「パリ・それは悲しみのソナタ」－新人公演：ポール刑事（本役：郷真由加）/「ラ・ノスタルジー」
- 1987年
  - 「ミー・アンド・マイガール」－新人公演：ジェラルド（本役：桐さと実）
  - 「青春の旋風」－レイモント・ホレシカ（バウホール公演）
  - 「ミー・アンド・マイガール」－新人公演：ジョン卿（本役：郷真由加）
- 1988年
  - 「リラの壁の囚人たち」－ジョルジュ・ルビック（バウホール公演、東京簡易保険会館・愛知文化講堂において再演）
  - 「南の哀愁」－新人公演：ジョテファ（本役：桐さと実）/「ビバ！シバ！」
  - 「恋と霧笛と銀時計」－六郷弥太郎、新人公演：アルバート（本役：涼風真世）/「レインボー・シャワー」
- 1989年
  - 「赤と黒」－コラゾフ公爵（バウホール公演）
  - 「新源氏物語」－式部丞 / 信行、新人公演：頭中将（本役：桐さと実）/「ザ・ドリーマー」
  - 第6回バウ・コンサート「バラの花のように」（バウコンサート）
  - 「ウォーターフロント・ララバイ」（バウホール公演）
  - 「天使の微笑・悪魔の涙」－フリッツ、新人公演：ファウスト（本役：剣幸）【新人公演初主演、卒業作】/「レッド・ホット・ラブ」
- 1990年
  - 「赤と黒」－コラゾフ公爵（日本青年館公演）
  - 「大いなる遺産」－ベントリー・ドラムル /「ザ・モダーン」
  - 「天使の微笑・悪魔の涙」－フリッツ /「レッド・ホット・ラブ」（地方公演）
  - 「川霧の橋」－辰吉 /「ル・ポアゾン」
  - 「BLUFF－復讐のシナリオ－」－ドノヴァン【バウホール初主演】
- 1991年
  - 「カウントダウン1991」－ビリー（バウホール公演）
  - 「ベルサイユのばら－オスカル編－」－アラン・ド・ソワソン
  - 「銀の狼」－ジャンルイ・デュロック /「ブレイク・ザ・ボーダー！」
- 1992年
  - 「珈琲カルナバル」－エビタシオ /「夢・フラグランス」
  - 「BLUFF－復讐のシナリオ－」－ドノヴァン（日本青年館公演）
  - 「PUCK」－ダニエル・レノックス（ダニー）/「メモリーズ・オブ・ユー」
  - 「珈琲カルナバル」－アルツール /「夢・フラグランス」（地方公演）
- 1993年
  - 「マンハッタン物語」－デイヴ・ザ・デュード（バウホール主演、日本青年館公演、愛知厚生年金会館公演）
  - 「グランドホテル」－フェリックス・アマデウス・ヴェンヴェヌート・フォン・ガイゲルン男爵 /「BROADWAY BOYS」
  - 「花扇抄」/「扉のこちら」－ベン・プライス /「ミリオン・ドリームズ」（二番手の披露目）
  - 「愛のノクターン」ディナーショー 11/19：東京パレスホテル
- 1994年
  - 「風と共に去りぬ－バトラー編－」－アシュレ・ウィルクス
  - 「風と共に去りぬ－スカーレット編－」－レット・バトラー（雪組特別出演）
  - 「エールの残照」－ダニエル・マクニール /「TAKARAZUKA・オーレ！」
  - 「WANTED」－ニコル（バウホール主演、日本青年館公演）
- 1995年
  - 「LE MISTRAL－鏡の中に消えた男－」－ミッシェル・ブラッスール（天海祐希とWキャスト）1/2〜1/8
  - 「Beautiful Tomorrow！」（バウホール公演）
  - 「エールの残照」－ダニエル・マクニール /「TAKARAZUKA・オーレ！」（全国ツアー）
  - 「ハードボイルド・エッグ」－ジョージ・ランドル /「EXOTICA!」
  - 「ミー・アンド・マイガール」－ジョン・トレメイン卿

### 月組トップ時代
- 1996年
  - 「ミー・アンド・マイガール」－ビル（ウィリアム・スナイブスン）（中日劇場公演）
  - 「CAN-CAN」－アリスティード・フォレスティエ判事 /「マンハッタン不夜城－王様の休日－」－ルナ王【トップお披露目公演】
  - 「TCAスペシャル」メロディーズ・アンド・メモリーズ]
  - 「銀ちゃんの恋」－倉岡銀四郎（バウホール主演、日本青年館公演）
  - 「チェーザレ・ボルジア－野望の軌跡－」－チェーザレ・ボルジア /「プレスティージュ」
  - 「ILLUSION－クリスタルと鏡の中の幻影」ディナーショー 11/11～12：パレスホテル東京、11/14～15：ホテル阪急インターナショナル
  - 「バロンの末裔」－エドワード・ボールトン/ローレンス（二役）/「グランド・ベル・フォリー」【サヨナラ公演】
- 1997年
  - 「Non-STOP!!－午前0時に幕は開く－」－ラバー・ブライトマン（バウホール主演、日本青年館公演）
  - 「ILLUSION－クリスタルと鏡の中の幻影」ディナーショー 3/31：ホテルナゴヤキャッスル
  - 「バロンの末裔」－エドワード・ボールトン/ローレンス（二役）/「グランド・ベル・フォリー」【サヨナラ公演】

## 宝塚歌劇団退団後の主な活動

### 舞台
- 1997年
  - PARCO「夏の庭」－木山圭子
  - Theatre Project Tokyo「マッチ売りの少女」－女
- 1998年
  - PARCO「ロマンチック・コメディ」－アリソン 1/23～2/15：PARCO劇場、2/19～22：大阪厚生年金会館
  - PARCO「ラヴ・レターズ」
  - セゾン劇場「ポップコーン」－ファラー・デラミトリ
  - Theatre Project Tokyo「勝利」－Y嬢 /「楽屋」－女優B
  - Theatre Project Tokyo「春のめざめ」－ハンス
- 1999年
  - 彩の国芸術劇場「リチャード三世」－アン
  - Theatre Project Tokyo「橋からの眺め」－ビアトリス
  - セゾン劇場「マレーネ」－ビビアン・ホフマン
- 2000年
  - PARCO「ニジンスキー」（世界初演）－ロモラ・ニジンスキー 2/7～27
  - 赤坂ACTシアター「七色インコ」－安達つみき
  - Bunkamura「グリークス」－ブリセイス 9/5～9/24：シアターコクーン、10/7～15：シアター・ドラマシティ
  - 自転車ｷﾝｸﾘｰﾂSTORE「OUT」－香取雅子 11/29〜12/10：東京、12/14日〜17：大阪
- 2001年
  - 第8回読売演劇大賞優秀女優賞受賞（「OUT」の演技に対して）
  - メジャーリーグ「観客席2001」5/25〜6/3
  - アトリエ・ダンカン「欲望という名の電車」－ステラ・コワルスキー 9/7～24：青山円形劇場
  - ポイント東京「蜘蛛の巣」－クラリサ
- 2002年
  - 自転車ｷﾝｸﾘｰﾂSTORE「OUT」（再演）－香取雅子 2/13〜24：東京、3/8〜11：大阪
  - ポイント東京「鹿鳴館」－草乃
  - メジャーリーグ「さよならの城」
  - 東宝ミュージカル「MOZART！」（日本初演）－フォン・ヴァルトシュテッテン男爵夫人 10/5～31：日生劇場、11/5～20：シアター・ドラマシティ、12/3～29：帝国劇場
- 2003年
  - こまつ座第70回公演「頭痛肩こり樋口一葉」－稲葉鑛 8/15～26：紀伊國屋サザンシアター
  - アトリエ・ダンカン「欲望という名の電車」（再演）－ステラ・コワルスキー 11/7～30：青山円形劇場
  - 朗読と音楽で綴るテネシー・ウィリアムズの世界 “A Man Named Tennessee Williams” 11/16～17
- 2004年
  - THE・ガジラ「KASANE〜鶴屋南北「かさね」より〜」－桐山月子 2/7～17
  - 俳優座劇場「ハロー・アンド・グッドバイ」－ヘスター 7/8～18
  - 「TCAスペシャル・OGバージョン」ゴールデン・メモリーズ 7/12：東京宝塚劇場（Participated in MC section and ensemble numbers in Act II)
  - 御園座「虹の橋」
- 2005年
  - こまつ座第75回公演「円生と志ん生」（初演）2/5～27：紀伊國屋ホール
  - 東宝ミュージカル「MOZART！」（再演）－フォン・ヴァルトシュテッテン男爵夫人（香寿たつきとWキャスト）6/4～26：梅田芸術劇場、7/4～8/26：帝国劇場
  - PARCO「ドレッサー」－マッジ
  - 自転車ｷﾝｸﾘｰﾂSTORE「セパレート・テーブルズ」－パット・クーパー 12/15〜23：全労済ホール/スペース・ゼロ
- 2006年
  - Me&Her Corporation「ハゲレット」－ガートルード 3/9～21：紀伊國屋ホール
  - PARCO「プライベート・ライヴズ PRIVATE LIVES」－アマンダ・プリン 9/4～24
- 2007年
  - CATプロデュース「グッドラック、ハリウッド」－メアリー・オーヘア 3/2～18：新宿・紀伊國屋サザンシアター
  - パルコプロデュース「魔法の万年筆」－セーラー 5/12～6/12
  - 南青山MANDALA「I. MISS. YOU～私とあなたミスってます？だってあなたなしでは…～」7/13～15
  - PARCO TRYOUT －ドラマリーディングシリーズ「Director's Choice Vol.1〜サロメ」－ヘロデヤ 8/3～8
  - 木山事務所「駅・ターミナル」－津田梅子 10/4～14
- 2008年
  - シアター1010「肝っ玉おっ母とその子供たち」－イヴェット 1/18～30
  - メジャーリーグ「四人は姉妹」－マートル 2/7～3/23
  - 世田谷パブリックシアター「日本語を読む〜リーディング形式による上演〜」5/7～25
    - 「星の王子さま」
    - 「朝に死す」
    - 「城塞」

  - TBS「フラガール」－谷川千代 8/23～24
  - PARCO「リチャード三世」－エリザベス 12/22～28：大阪（シアターBRAVA！）
- 2009年
  - PARCO「リチャード三世」－エリザベス 1/10～11：宮城、1/19～2/1：東京（赤坂ACTシアター）
  - 世田谷パブリックシアター「日本語を読む その2〜ドラマ・リーディング形式による上演」5/1～4
    - 「ふたりの女」
    - 「棲家（すみか）」

  - 東宝ミュージカル「ブラッド・ブラザーズ」－ミセス・ライオンズ 8/7～9/27
  - まつもと市民芸術館「エドワード・ボンドの『リア』」－ボディス 11/20～12/6
- 2010年
  - PARCO「カフカの変身」－ザムザ夫人 3/6～4/13
  - 世田谷パブリックシアター「日本語を読む その3〜ドラマ・リーディング形式による上演」5/5～9
    - 「熱帯樹」
    - 「老花夜想」

  - 渡辺哲・小宮孝泰プロデュース／T.K.JUMP「ドレッサー」－座長夫人・コーディリア 6/4～13
  - 赤坂レッドシアター「今は亡きヘンリー・モス」－コンチャーラ 8/22～29
  - 林美智子&望月哲也 〜シューマン生誕200年 歌曲と詩の朗読の夕べ〜（朗読担当）10/29
  - 世田谷パブリックシアター 現代能楽集V〜「春独丸」「俊寛さん」「愛の鼓動」11/16～28
- 2011年
  - 世田谷パブリックシアター「日本語を読む その4〜ドラマ・リーディング形式による上演」5/4～8
    - 「家、世の果ての…」
    - 「夜の子供」
- 2012年
  - Bunkamura「祈りと怪物～ウィルヴィルの三姉妹」1/2～2/3
  - 俳優座劇場「ベロニカは二度死ぬことにした」1/31～2/5
- 2013年
  - 戯曲リーディング 時代を築いた作家たち① アルベール・カミュ「誤解」・「正義の人びと」7/20～21
  - 梅田芸術劇場「DREAM, A DREAM」（「ムーンライトロマンス」トークショー 10/19（土）17:30、11/12（火）13:00）
- 2014年
  - 赤坂ACTシアター「9days Queen〜九日間の女王〜」－フランシーズ・グレイ 2/26～3/16
  - 宝塚大劇場「時を奏でるスミレたち」宝塚歌劇100周年 夢の祭典 4/4（金）18:00
  - 新国立劇場「ブレス・オブ・ライフ〜女の肖像〜」－フランシス 10/8～26
- 2016年
  - 東京芸術劇場「三代目、りちゃあど」東京芸術祭2016、日本・シンガポール・インドネシア 国際共同制作 11/26～12/4
- 2017年
  - 王子ホール ニューイヤー・スペシャルコンサート「MARO ワールド  Vol.30 by 篠崎史紀 シャトー・ド・マロへの招待状」朗読 1/8～9
  - 劇団鹿殺し「親愛ならざる人へ」3/2～12：東京、3/17～20：大阪
  - Bunkamura「24番地の桜の園」11/9～28
- 2018年
  - オフィス3◯◯40周年記念公演「肉の海」 6/7～17：下北沢・本多劇場
  - 松竹「喜劇 有頂天団地」 12/1～22：新橋演舞場
- 2019年
  - BS-TBSオデッセー「大悲」 【story A 大悲 31ｍｍ】7/19～29：紀伊國屋サザンシアター
- 2020年
  - リーディングドラマ「シスター」 第六回配信 7月30日18:00から8月5日23:59
  - オデッセー「HELI-X」－カンザキ 12/3～9：東京、12/12～13：大阪
- 2021年
  - オデッせー「HELI-X II～アンモナイトシンドローム」－カンザキ 10/7～17：紀伊國屋サザンシアター
- 2022年
  - サンライズプロモーション東京 ミュージカル「ロミオの青い空」－イザベラ 3/31～4/3：東京建物 Brillia HALL
  - オデッセー「HELI-X III～レディ・スピランセス～」－カンザキ 6/3～12日：東京、6/18～19：大阪
  - 梅田芸術劇場「8人の女たち」－シャネル 8/27～9/4：東京、9/9～12：大阪
- 2025年
  - 舞台「アーモンド」－ばあちゃん 8/30～9/14：東京シアタートラム、9月19～21日：大阪近鉄アート館[1]

### テレビドラマ
- 愛と青春の宝塚（2002年1月3日・1月4日、フジテレビ）
- 茂七の事件簿 新ふしぎ草紙 第2シリーズ 第8話（2002年9月6日、NHK総合）－おすえ
- 人が殺意を抱くとき 第6話 ゴーストライター（2004年5月8日、ABCテレビ）
- 人間の証明（2004年、フジテレビ）－田口編集長
- DANCING☆HOST（2005年、フジテレビ）
- スリルな夜・子育ての天才（2007年、フジテレビ）第1～3話、最終話（10年前の回想シーン）－与田恵
- 菊次郎とさき  第3シリーズ 第7話（2007年、テレビ朝日）－谷川かつゑの姉
- Real Clothes（リアル・クローズ） スペシャルドラマ（2008年9月16日、関西テレビ）
- おみやさん 第6シリーズ 第12話（2009年2月19日、テレビ朝日）－牧村多加子（牧村成一の後妻・元ホステス）
- 警視庁捜査一課9係 （テレビ朝日）
  - 第4シリーズ 第2話（2009年7月8日）－平柳文江（平柳義武の妻）
  - 第9シリーズ 第5話（2014年8月6日）－棚橋聖美（翼舞衣の高校時代の同級生、棚橋修介の妻）
  - 第10シリーズ 第1話（2015年4月22日）－一之瀬里美（一之瀬理沙の母）
- 土曜ワイド劇場（テレビ朝日）
  - 検事・朝日奈耀子 第6作（2008年1月12日）－星野美紀子（バー「やすらぎ」雇われママ）
  - 相棒 第6シリーズ 第11話「ついている女」、第12話 「狙われた女」（2008年1月16日・1月23日）－戸崎美佐（刑務官）
  - 新聞記者・鶴巻吾郎 第3作（2009年8月29日）－谷田部彩（映画プロデューサー・鶴巻吾郎の元後輩記者）
  - デパート仕掛け人!天王寺珠美の殺人推理 第8作（2015年3月21日）－富樫みちる（日本ファッション界の女帝）
  - 弁護士倉沢由法の事件ファイル 第1話（2017年1月21日）－御子沢恵美（晶子務める病院長）
- 誰かが嘘をついている（2009年、フジテレビ）－山本裁判官
- 月曜ゴールデン（TBS）
  - 狩矢警部シリーズ7「小野小町殺人事件」（2009年11月2日）－戸田冴子（白川製作所研究員）
  - 十津川警部シリーズ47「熱海・湯河原殺人事件」（2012年4月16日）－高橋君子（旅館「ふきや」女将）
- 科捜研の女（テレビ朝日）
  - 第10シリーズ 第7話（2010年8月26日）－安芸津紗江子（安芸津治の妻）
  - 第15シリーズ 第7話（2015年12月3日）－宇田川綾子（料理評論家）
- 金曜プレステージ 浅見光彦シリーズ38「十三の冥府」（2010年、フジテレビ）－池田睦子（八荒神社の禰宜）
- 松本清張特別企画・一年半待て（2010年、BS-TBS）－山科百合子（弁護士）
- ホンボシ〜心理特捜事件簿〜 第5話（2011年、テレビ朝日）－安藤光子（古美術安藤経営者）
- LADY〜最後の犯罪プロファイル〜 第8、9話（2011年、TBS）－真鍋佳代子（警視庁刑事部理事官）
- ハンチョウ〜神南署安積班 第4シリーズ 第8話（2011年、TBS）－杉山由美子（杉山光男の妻・スクエア不動産副社長）
- 人間昆虫記 （2011年、WOWOW）－西川敬子（劇団テアトル・クラウ女優）
- 秘密諜報員 エリカ 第3話（2011年10月20日、読売テレビ）－松井百合子（民生党代議士）
- 贖罪 第1話（2012年、WOWOW）－菊池邦子（菊池紗英の母）
- ダーティ・ママ! 第3話（2012年1月25日、日本テレビ）－吉岡巻子（ユーロスカイフーズ専務取締役）
- 遺留捜査（テレビ朝日） 
  - 第2シリーズ 第3話（2012年8月2日）－池田美沙子（フラメンコ教室指導者）
  - 第5シリーズ 第6話（2018年8月23日）－香取夏江（ダンススタジオ「フラッシュ」講師）
- ヒトリシズカ 第6話（2012年、WOWOW）－仲尾好恵（仲尾真琴の母）
- ドラマ10 第二楽章（2013年、NHK総合）－小宮山るみか（チェリスト）
- 水曜ミステリー9（テレビ東京）
  - 「浅草下町通交番 子連れ巡査の捜査日誌」第1作（2013年7月24日）－遠藤美由紀（小料理「京風月」女将）
  - 「トラベルライター青木亜木子」第2作「日光・鬼怒川 湯煙の殺意」（2014年1月15日）－木村美ゆき
- 木曜時代劇 あさきゆめみし 〜八百屋お七異聞（2013年、NHK総合）－留（女中頭）
- 特捜最前線2013（2013年9月29日、テレビ朝日）－萌木
- 金田一少年の事件簿N(neo) 第8、9話「薔薇十字館殺人事件」（2014年、日本テレビ）－禅田みるく（着物デザイナー）
- 視覚探偵・日暮旅人 スペシャルドラマ（2015年11月20日、日本テレビ）－尾本直子（教育学者）
- コウノドリ 第1シリーズ 第7話（2015年11月27日、TBS）－小松留美子の母
- マネーの天使〜あなたのお金、取り戻します!〜 第9話（2016年3月3日、読売テレビ）－久遠茜（仲川家の長女）
- 私 結婚できないんじゃなくて、しないんです 第2話（2016年4月22日、TBS）－婚活パーティーの責任者
- 神の舌を持つ男 第9、10話（2016年、TBS）－キチ（芸者）
- 立花登青春手控え2 第2回「幻の女」（2017年、NHK BSプレミアム）－きん
- 刑事7人 第3シリーズ  第1、6、9、最終話 / 第6シリーズ 第6話（2017年、2020年、テレビ朝日）－島村唄子（監察官）
- ぼくらの勇気 未満都市2017 スペシャル（2017年7月21日、日本テレビ）－鳥居
- ドラマ24 下北沢ダイハード 第4話「夜逃げする女」（2017年8月11日、テレビ東京）－春子
- 警視庁・捜査一課長 第3シリーズ 第3話（2018年、テレビ朝日）－伊集院美輝（人気ブロガー・詐欺被害者）
- 噂の女 第5話（2018年、BSジャパン）－君島佳也子（クラブ「キミジマ」のママ）
- 月曜名作劇場 「十津川警部シリーズ (内藤剛志)7 浜名湖殺人ルート」（2018年12月10日、TBS）－石塚登喜子
- 執事 西園寺の名推理2 第3話（2019年、BSテレビ東京）－佐々木絢子（チャリティーショーの主催者）
- 特捜9 第2シリーズ 第8話（2019年、テレビ朝日）－江守美佐（江守クッキングスクール 代表・江守康太の元妻）
- 日曜プライム「私は代行屋!事件推理請負人」第5作（2020年、テレビ朝日）－森園明香（女優・最上階の住人）
- 木曜劇場 アンサング・シンデレラ 病院薬剤師の処方箋 第1話（2020年7月16日、フジテレビ）－渡辺奈央の母
- 七人の秘書 第2話（2020年10月29日、テレビ朝日）－霧島良子（新頭取霧島和夫の妻）
- 今度生まれたら 第5話（2022年6月5日、NHKプレミアム）－荻野真由美（荻野公義の妻）
- 記憶捜査～新宿東署事件ファイル～ 第3シーズン 第5、6話（2022年12月2日・12月9日、テレビ東京）－森麻美（警視庁捜査一課管理官）
- フィクサー Season 2 全5話（2023年、WOWOW）－中条真（警視庁捜査一課刑事）
- フィクサー Season 3 全5話（2023年、WOWOW）－中条真（警視庁捜査一課刑事）
- 老害の人 第1、2、5話（2024年、NHKプレミアム）－松木美代子（松木ファームの社長松木達夫の妻）
- バレエ男子!（2025年、MBS）－小森川浩子[2]（小森川バレエ団の団長）
- 人事の人見 第8話（2025年5月27日、フジテレビ系列）－篠原裕美子（経済誌「リーブス・ジャパン」などに執筆しているライター）

### Webドラマ
- 「踊る大宣伝会議、或いは私は如何にして踊るのを止めてゲームのルールを変えるに至ったか。」Season 2[注 2]（2015年10月13日、ネスレシアター）－満島朱美
- ここは笑いのふしぎ堂書店 第2、3、5、6話（2023年、極東電視台制作、Amazon Prime Video 独占配信）－アヤネ（シンの母）

### 映画
- 踊る大捜査線 THE MOVIE （1998年10月31日）－SIT女性捜査員
- KEEP ON ROCKIN'（2003年11月2日）
- おろち （2008年9月20日）－片岡（音楽教師）
- GIRLS LOVE （2009年2月7日）
- 東京藝術大学大学院映像研究科映画専攻作品「SAD CITY」（2009年）
- もちつきラプソディ（2015年3月14日、ndjc：若手映画作家育成プロジェクト2014年度）

### ラジオ
- 2005年
  - NHK-FM「青春アドベンチャー タイムスリップ源平合戦」第6、9回－建礼門院 1/10、1/13
  - J-WAVE「サントリーシアターZERO-HOURが最強な件について～余白の愛」
  - TOKYO-FM「ENEOS ON THE WAY COMEDY 道草～天国の草原」

- 2006年
  - TOKYO-FM「東京コピーライターズストリート～年上の女と黒いマフラー」作：小野田隆雄 12/15

- 2007年
  - TOKYO-FM「東京コピーライターズストリート～雪の絵日記」作：小野田隆雄 1/19
  - TOKYO-FM「東京コピーライターズストリート～チョコレートの香り」作：小野田隆雄 2/2
  - TOKYO-FM「東京コピーライターズストリート～さくらづくし」作：小野田隆雄 3/2
  - TOKYO-FM「東京コピーライターズストリート～夏の旅、レクイエム」作：小野田隆雄 4/20
  - TOKYO-FM「東京コピーライターズストリート～アゲハチョウとオーデコロン」作：小野田隆雄 5/18
  - TOKYO-FM「東京コピーライターズストリート～出来ちゃった婚、昔と今」作：小野田隆雄 6/8
  - TOKYO-FM「東京コピーライターズストリート～追憶」作：小野田隆雄 7/13
  - TOKYO-FM「東京コピーライターズストリート～ナデシコ」作：小野田隆雄 8/17
  - TOKYO-FM「東京コピーライターズストリート～星空」作：小野田隆雄 9/14
  - TOKYO-FM「東京コピーライターズストリート～父のみずうみ」作：小野田隆雄 10/12
  - Tokyo Copywriters’ Street – コピーライターの書く物語 – 小野田隆雄&久世星佳 10/12
  - TOKYO-FM「東京コピーライターズストリート～遠い花」作：小野田隆雄 11/9
  - TOKYO-FM「東京コピーライターズストリート～ボラボラの島まで」作：小野田隆雄 12/14

- 2008年
  - TOKYO-FM「東京コピーライターズストリート～紙飛行機」作：小野田隆雄 1/11
  - TOKYO-FM「東京コピーライターズストリート～ひなげし公園にて」作：小野田隆雄 2/15
  - TOKYO-FM「東京コピーライターズストリート～花盗人」作：小野田隆雄 3/14
  - TOKYO-FM「東京コピーライターズストリート～深い山で歌を歌った男の話」作：小野田隆雄 4/18
  - TOKYO-FM「東京コピーライターズストリート～ヒレアザミの告白」作：小野田隆雄 5/2
  - TOKYO-FM「東京コピーライターズストリート～琴を教える老女が語る傘の話」作：小野田隆雄 6/13
  - TOKYO-FM「東京コピーライターズストリート～その駅をおりて」作：小野田隆雄 7/11
  - TOKYO-FM「東京コピーライターズストリート～こころを2で割った答は」作：一倉宏 9/5
  - TOKYO-FM「東京コピーライターズストリート～曇った鏡」作：小野田隆雄 9/12
  - TOKYO-FM「東京コピーライターズストリート～ベネチアングラスのワイングラス」作：小野田隆雄 10/10
  - TOKYO-FM「東京コピーライターズストリート～働くって、どんなこと？」作：小野田隆雄 11/21
  - TOKYO-FM「東京コピーライターズストリート～ミッドナイトマーケット」作：小野田隆雄 12/12

- 2009年
  - TOKYO-FM「東京コピーライターズストリート～カモシカのように」作：小野田隆雄 1/16
  - TOKYO-FM「東京コピーライターズストリート～少女とリボン」作：小野田隆雄 2/13
  - TOKYO-FM「東京コピーライターズストリート～約束」作：小野田隆雄 3/13
  - TOKYO-FM「東京コピーライターズストリート～みちくさ、ものがたり」作：小野田隆雄 4/9
  - TOKYO-FM「東京コピーライターズストリート～波」作：小野田隆雄 5/14
  - TOKYO-FM「東京コピーライターズストリート～わたしはネコです。」作：小野田隆雄 6/11
  - TOKYO-FM「東京コピーライターズストリート～影踏み遊び」作：小野田隆雄 7/9
  - TOKYO-FM「東京コピーライターズストリート～果樹園のひと」作：小野田隆雄 8/13
  - TOKYO-FM「東京コピーライターズストリート～月見草の記憶」作：小野田隆雄 9/17
  - TOKYO-FM「東京コピーライターズストリート～バイカル湖に伝わる物語」作：小野田隆雄 10/8
  - TOKYO-FM「東京コピーライターズストリート～コスモスのタイムトンネル」作：小野田隆雄 11/12
  - TOKYO-FM「東京コピーライターズストリート～カノープス」作：小野田隆雄 12/10
  - ランダムハウス三陽商会ラジオCM「Ms ニュアンス・てもちぶさた」
  - ランダムハウス三陽商会ラジオCM「Ms ニュアンス・ありのまま」

- 2010年
  - TOKYO-FM「東京コピーライターズストリート～夢をいつまでも」作：小野田隆雄 1/14
  - TOKYO-FM「東京コピーライターズストリート～お千代さんの思い出」作：小野田隆雄 3/18
  - TOKYO-FM「東京コピーライターズストリート～踊子草（おどりこそう）」作：小野田隆雄 4/11
  - TOKYO-FM「東京コピーライターズストリート～ホライズン」作：小野田隆雄 5/9
  - TOKYO-FM「東京コピーライターズストリート～ホタルブクロ」作：小野田隆雄 7/11
  - TOKYO-FM「東京コピーライターズストリート～ニューヨークの金魚」作：小野田隆雄 8/22
  - TOKYO-FM「東京コピーライターズストリート～九月のありがとう」作：小野田隆雄 9/12

- 2015年
  - J-WAVE「SOUND OF STORY～ASADA JIRO LIBRARY～」沙高楼綺譚より「百年の庭」を朗読－加倉井シゲ 1/31
  - NHKラジオ第1 シェイクスピアが教えてくれた 「リア王」－ゴネリル 11/3

- 2016年
  - ABC創立65周年記念連続ラジオドラマ「ナデシコですから」#6－岡野久美子[3]
- 2023年
  - TOKYO-FM「東京コピーライターズストリート～作詞のつくりかた」作：坂本和加 12/17
  - TOKYO-FM「東京コピーライターズストリート～ようなしのおはなし」作：久世星佳 12/25
- 2024年
  - TOKYO-FM「東京コピーライターズストリート～憂いなる左手」作：久世星佳 1/12
  - TOKYO-FM「東京コピーライターズストリート～思い出コスモス」作：小野田隆雄 1/14
  - TOKYO-FM「東京コピーライターズストリート～桃」作：波間知良子 2/25
  - TOKYO-FM「東京コピーライターズストリート～ただ踏みしめた」作：久世星佳 4/3
  - TOKYO-FM「東京コピーライターズストリート～Tomorrow is Tomorrow」作：久世星佳 4/10
  - TOKYO-FM「東京コピーライターズストリート～さくら」作：久世星佳 4/29
  - TOKYO-FM「東京コピーライターズストリート～雨音がそうさせる」作：久世星佳 7/15
  - TOKYO-FM「東京コピーライターズストリート～Water Bubbles」作：久世星佳 8/18
  - TOKYO-FM「東京コピーライターズストリート～昭和時代」作：小野田隆雄 10/27
  - TOKYO-FM「東京コピーライターズストリート～寝かすだけでもダメなこと」作：久世星佳 12/13
- 2025年
  - TOKYO-FM「東京コピーライターズストリート～鬼は笑ったのか」作：久世星佳 1/12

### ゲーム
- 2007年
  - ロストオデッセイ（Xbox 360）－セス・バルモア（声の出演）

### イベント
- 2021年
  - ライブプレイショー「Nonstop Dream」（7月25日：大阪新阪急ホテル、12月18日：第一ホテル東京）
- 2023年
  - 逸翁コンサート～帰ってきたタカラジェンヌ～ Vol.96「久世星佳－Nonpolism－」－10月1日：阪急文化財団逸翁美術館マグノリアホール
- 2024年
  - ライブプレイショー「Nonstop Dream Ⅱ」（9月28日：大阪新阪急ホテル、10月12日：第一ホテル東京）
- 2025年
  - 星佳隊 Presents「Nonpolism 2025・・夏っ！」シークレットLIVE（7月19日：渋谷ヒルサイドプラザ）

## ディスコグラフィー

### 参加作品
- 「麗人 REIJIN Season 2 “Festa”」（CDのみへの参加で、コンサートへの出演はない。）（2016年8月24日発売）
  - クレイジーケンバンド（CRAZY KEN BAND，略称CKB）の「ガールフレンド」をカバー[4]
- 越路吹雪トリビュートアルバム「越路吹雪に捧ぐ」（2016年12月21日発売）
  - 「パダム・パダム」（Padam Padam）をカバー[5]。

### 著書
- 「のんフィクション」ISBN/JAN：9784924609556 東宝映像事業部、1995年12月出版